# Churwalden
Churwalden (em romanche:  Curvalda) é uma comuna da Suíça, no Cantão Grisões, com cerca de 1.245 habitantes. Estende-se por uma área de 26,68 km², de densidade populacional de 47 hab/km². Confina com as seguintes comunas: Almens, Coira (Chur), Maladers, Malix, Parpan, Praden, Scheid, Trans, Tschiertschen, Vaz/Obervaz.
A língua oficial nesta comuna é o Alemão.